# Rova

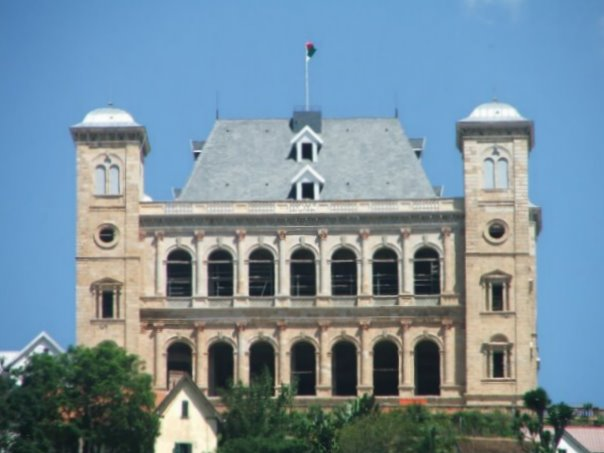
Palacio de la Reina (Manjaka-miadana) en el Rova de Antananarivo, 2010.

El Rova (/ˈruvə/; en malgache: Rovan) es un complejo palaciego en Antananarivo, capital de Madagascar, que sirvió como la residencia de los soberanos del reino de Imerina en los siglos XVII y XVIII, así como los gobernantes del reino de Madagascar en el siglo XIX. El Rova ocupa el punto más alto de Analamanga, la colina más alta de Antananarivo, sobre la cual fue construida la ciudad. El rey merina Andrianjaka, quien gobernó Merina aproximadamente desde 1610 hasta 1630, habría capturado a Analamanga de un rey vazimba entorno al año 1610 o 1625 y erigió la primera estructural real fortificada del lugar. Sucesivos reyes merinas continuar reinando la región hasta la caída de la monarquía en 1896, a menudo, restaurando, modificando o agregando estructuras reales al interior del complejo para satisfacer sus necesidades.
Con el tiempo, el número de edificio al interior del palacio varió. Andrianjaka fundó el Rova con tres edificios y una tumba a inicios del siglo XVII. La cantidad de estructuras creció a unas veinte durante el reinado de Andrianampoinimerina a finales del siglo XVIII. Para fines del siglo XX, las estructuras de la Rova habían sido reducidas a once, las cuales representaban varios períodos históricos y estilos arquitectónicos. El mayor y más prominente de estos edificios fue el Manjaka-miadana, también conocido como el Palacio de la Reina en honor de la reina Ranavalona I, para quien fue construido el palacio original de madera entre 1839 y 1841 por el francés Jean Laborde. En 1867, el palacio fue cubierto con piedra por encargo de la reina Ranavalona II al escocés James Cameron, un misionero artesano de la Sociedad Misionera de Londres. El vecino Tranovola, un pequeño palacio de madera construido en 1819 por el comerciante criollo Louis Gros por encargo del rey Radama I, fue el primer edificio de varios pisos con verandas en el Rova. El modelo ofrecido por Tranovola transformó la arquitectura en la región por el curso del siglo XIX, inspirando un cambio generalizado hacia las casas de dos pisos con verandas. El terreno del Rova también contenía una casa de madera en forma de cruz (Manampisoa), construido como la residencia privada de la reina Rasoherina, una capilla protestante de piedra (Fiangonana), nueve tumbas reales y varias casas de madera edificadas en el estilo tradicional, reservadas para los andriana (nobles) en Imerina. Entre las más significativas de estas se encuentra Besakana, erigida a inicios del siglo XVII por Andrianjaka y considerada el trono del reino, y Mahitsielafanjaka, un edificio posterior que llegó a representar la sede de la autoridad espiritual ancestral en la Rova.
Un incendio la noche del 6 de noviembre de 1995 destruyó algunas y dañó todas las estructuras al interior del complejo del Rova, poco antes de que fuera inscrito en la lista del Patrimonio de la Humanidad de la Unesco. Si bien fue declarado oficialmente un accidente, persisten rumores de que motivos políticos habrían sido la verdadera causa del incendio. Desde entonces, la capilla y tumbas, así como el Besakana y el Mahitsielafanjaka, han sido totalmente restauradas con donaciones de distintos gobiernos, fondos estatales y subvenciones de donantes intergubernamentales y privados. La reconstrucción del exterior del Manjakamiadana exterior está programado para culminarse en 2011, mientras que las labores de restauración interior continuarán, por lo menos, hasta 2013. Una vez que el edificios esté completamente restaurado, Manjakamiadana servirá como un museo que expondrá los artefactos reales salvaguardados de la destrucción en el incendio.